# Deep Space Transport

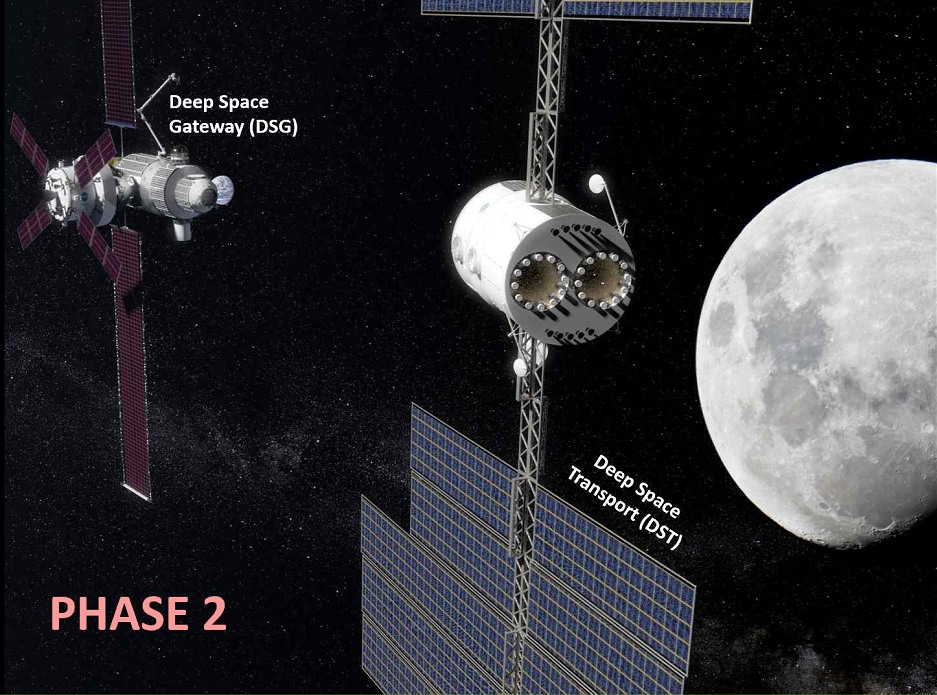
O DST seria composta por uma cápsula Orion e um módulo de habitação propulsionada.

O Deep Space Transport (Transporte de Espaço Profundo em português), também conhecida pela sigla DST, ou também chamada de Mars Transit Vehicle (Veículo de Trânsito Marciano em português), é um conceito de espaçonave interplanetária tripulado da NASA para apoiar missões de exploração científica em Marte de até 1.000 dias. Ele seria composto de dois elementos: uma cápsula de Orion e um módulo de habitação propelida. A partir de abril de 2018, o DST ainda é um conceito a ser estudado, e a NASA não propôs oficialmente o projeto em um ciclo orçamentário anual do governo federal norte-americano.
O veículo DST partiria e retornaria do Lunar Orbital Platform – Gateway (LOP-G) para ser reparado e reutilizado para uma nova missão a Marte.

## Visão geral da arquitetura
Tanto o Gateway quanto o DST seriam equipados com o International Docking System Standard. A espaçonave DST compreenderia dois elementos: uma cápsula Orion e um módulo de habitação  que seriam propulsionados por propulsão elétrica e propulsão química, e transportariam uma tripulação de quatro pessoas em um habitat de tamanho médio. A espaçonave totalmente montada com a cápsula Orion acoplada teria uma massa de cerca de 100 toneladas métricas. A parte do habitat da espaçonave provavelmente será fabricada usando ferramental e estruturas desenvolvidas para o tanque de propulsor SLS; seria de 8,4 m (28 pés) de diâmetro e 11,7 m (38 pés) de comprimento.
A porção de habitat da espaçonave DST também pode ser equipada com um laboratório com instrumentação de pesquisa para ciências físicas, microscopia eletrônica, análises químicas, freezers, pesquisa médica, pequenos bichos de animais vivos, câmaras de crescimento vegetal e impressão 3D. Cargas externas podem incluir câmeras, telescópios, detectores e um braço robótico.
Ao realizar um sobrevoo lunar para aumentar a velocidade, o alvo inicial para exploração é Marte (sobrevôo ou órbita), e outros destinos sugeridos são Vênus (sobrevôo ou órbita) e um retorno de amostra de um grande asteróide. Se a espaçonave DST estivesse em órbita de Marte, ela permitiria oportunidades de operação remota em tempo real de equipamentos na superfície de Marte, como um retorno de amostra de Marte assistido por humanos. Patrick Troutman serve como o líder para avaliações estratégicas para o Deep Space Transport e o Lunar Orbital Platform-Gateway.